# Вулиця Ковалева
Вулиця Ковалева — вулиця у Франківському районі міста Львова, в місцевості Кульпарків. Сполучає вулиці Миколи Аркаса та Левка Ревуцького.

## Історія та забудова
Вулиця прокладена у 1930-х роках, разом із сусідніми вулицями мала створити невеликий мікрорайон, де планувалося збудувати індивідуальні будинки для офіцерів та урядовців. У 1933 році вулиця отримала офіційну назву Окрентова, у 1946 році, після встановлення радянської окупації у Львові, стала називатися Корабельна. Сучасна назва вулиці походить з 1993 року, на пошану українського письменника Степана Ковалева.
Основна хвиля забудови вулиці Ковалева почалася у другій половині 1950-х років. Тут зводилися одно- та двоповерхові будинки у стилі конструктивізм та будинки барачного типу. Декілька садиб зведені у 2000-х роках.
Під № 12 розташована вілла «Ірена», збудована у стилі модернізму кінця XIX — початку XX століття. У фронтоні вілли виставлено скульптуру Юрія (Георгія) Змієборця, що на час побудови будинку та й тепер є покровителем міста Львова. На квітнику перед будинком встановлена фігура Діви Марії. Нині вілла «Ірена» більш відома як «будинок з привидами».